# Oldboy (2013)
Oldboy is een Amerikaanse thriller-actiefilm uit 2013 onder regie van Spike Lee. De productie is een remake van een gelijknamige Zuid-Koreaanse film uit 2003, die op zijn beurt weer gebaseerd is op een Japanse manga met eveneens dezelfde titel.

## Verhaal
Het is 1993. Reclameman Joe Doucett krijgt van zijn baas te horen dat zijn eerstvolgende afspraak zijn allerlaatste kans is om een opdracht binnen te halen. Hij maakt vervolgens ruzie met zijn ex-vrouw Donna Hawthorne, nadat hij afgezegd heeft voor de verjaardag van hun driejarige dochter Mia. Cliënt Daniel Newcombe gunt Doucett die avond in eerste instantie de opdracht, maar bedenkt zich nadat hij diens vriendin Capri het bed in heeft proberen te praten zodra Newcombe even weg was. Doucett zet het vervolgens zoals altijd op een zuipen. De enige die hem eigenlijk nog mag, is zijn jeugdvriend en bareigenaar Chucky, maar ook die laat hem niet binnen wanneer hij na sluitingstijd dronken aan komt strompelen. De laatste die Doucett die avond ziet, is een vrouw met een gele paraplu.
Doucett wordt de volgende dag wakker in een hotelkamer waar hij niet uit kan. De ramen zijn nep en de deur is op slot. Degene die hem gevangen heeft gezet, maakt niet bekend wie hij is en vertelt hem niets over waarom hij vastzit. Doucett krijgt schone kleren, verzorgingsproducten en iedere dag een dimsummaaltijd met een fles wodka door een luikje in de deur, maar enig plezier wordt hem verder niet toegestaan. Wanneer hij probeert te masturberen, loopt de kamer vol met een verdovend gas. Nadat hij vriendschap gesloten heeft met een witte muis en haar jongen, vindt hij die de volgende dag gekookt terug op een dienblad. De ontvoerder laat bovendien Donna Hawthorne verkrachten en vermoorden en zorgt er middels DNA-sporen voor dat Doucett hier de schuld van krijgt. Zijn dochter wordt bij een pleeggezin ondergebracht. Doucett probeert zijn polsen door te snijden, maar komt bij bewustzijn met verzorgde wonden. 
De jaren verstrijken terwijl Doucett gevangen blijft op de kamer. Een vastberadenheid en zucht naar wraak maakt zich meester van hem. Na verloop van tijd spoelt hij de hem dagelijks bezorgde wodka consequent door het toilet en gaat hij trainen om topfit te worden. Hij maakt een lijstje met de namen van iedereen die verantwoordelijk zou kunnen zijn voor zijn huidige situatie. Het wordt 2013. Doucett ziet op de televisie in zijn kamer een programma getiteld. Unresolved Mysteries of Crime. Hierin komt zijn eigen vermissing als gezochte moordenaar aan bod. Mia blijkt inmiddels een succesvol muzikante en zegt bereid te zijn om te proberen haar vader te vergeven als ze hem ooit nog terugziet. Vervolgens loopt Doucetts kamer vol met gas en verliest hij het bewustzijn.
Doucett komt bij in een hutkoffer. Als hij die opentrapt, blijkt die in een open veld te staan. Zijn ontvoerder heeft hem na twintig jaar gevangenschap vrijgelaten. In de zakken van zijn jasje zit geld en een mobiele telefoon. In een hulppost ontmoet hij Marie Sebastian, een verpleegster getekend door een zwaar verleden. Hij weigert haar hulp, maar neemt haar visitekaartje aan. Doucett gaat naar Chucky. Hij vertelt hem wat hem is overkomen en vraagt hem te helpen om erachter te komen wie de dader is. Doucett verdenkt in eerste instantie Newcombe, maar uit een bericht op het internet blijkt dat die al jaren dood is. Nadat Chucky hem uitgelegd heeft hoe Google werkt, gaat Doucett daarop verder zelf zijn rijtje verdachten af. Hij gaat hierbij zo geobsedeerd te werk, dat Chucky hem de volgende morgen uitgedroogd terugvindt op de grond. Hij wil in eerste instantie een hulpdienst bellen, maar vindt dan Maries kaartje in Doucetts zak. Aangezien Doucett gezocht wordt voor moord, kiest hij ervoor om haar te bellen in plaats van een officiële instantie.
Terwijl Doucett ligt bij te komen, vindt Marie een stapel brieven die hij in gevangenschap schreef aan zijn dochter, maar nooit kon versturen. Zo komt zij erachter wat hij in de voorgaande twintig jaar heeft meegemaakt. Ze blijft bij hem om hem te helpen met het zoeken naar antwoorden. Nadat ze erachter gekomen zijn van welk restaurant de dimsum komt die Doucett twintig jaar heeft moeten eten, volgt hij een bezorger naar de plek waar hij al die tijd vastzat. De accommodatie blijkt te worden bestierd door Chaney, die talloze soortgelijke gevangenen vasthoudt op talloze kamers. Hij is alleen niet degene op wiens initiatief Doucett vastzat, want Chaney voert zijn praktijken uit voor goed betalende opdrachtgevers. De man waarvoor hij Doucett vasthield, heeft hem nooit zijn naam verteld. Wanneer Doucett vertrekt, stuurt Chaney zijn mensen achter hem aan. Doucett loopt hierbij een steekwond in zijn rug op, maar is verder al zijn aanvallers de baas.
Wanneer Doucett terugkeert in Chucky's bar, laat de ontvoerder de telefoon die hij in zijn jasje achterliet overgaan. Doucett belt terug, waarop vlakbij een telefoon afgaat. De ontvoerder blijkt op een paar meter afstand van hem te zitten, samen met zijn lijfwacht Haeng-Bok, de vrouw met de gele paraplu. Doucett herkent hem niet. De ontvoerder vertelt hem dat hij Mia heeft ontvoerd. Als hij haar ongedeerd terug wil, dan moet Doucett er binnen 48 uur achter komen wie hij is én waarom hij hem twintig jaar gevangen heeft gehouden. Lukt hem dat, dan krijgt hij bovendien $20.000.000,- aan diamanten en schiet de ontvoerder zichzelf door het hoofd, terwijl Doucett mag toekijken.
Doucett haast zich naar Marie. Ze blijkt te zijn gepakt door Chaney, wiens mannen ook Doucett overmeesteren. Een telefoontje van de ontvoerder naar Chaney zorgt ervoor dat die de twee in leven laat. Marie achterhaalt met haar telefoon dat de beltoon die de ontvoerder op die van Doucett heeft gezet, de melodie is van zijn oude school. Door middel van de foto's in een oud jaarboek, komt hij er zo achter dat de ontvoerder zijn vroegere klasgenoot Adrian Pryce is. Doucett heeft in hun schooltijd diens zus Amanda betrapt terwijl ze seks had met een oudere man. Dankzij hem kwam de hele school dit te weten. Die oudere man bleek later haar vader Arthur, die niet alleen met haar een incestueuze relatie had, maar ook met Adrian. Toen dit uitkwam, schoot Arthur Pryce zowel zijn dochter, zoon, vrouw als zichzelf neer. Adrian was de enige die de schotwond overleefde.
Doucett verstopt zich samen met Marie in een motelkamer. Wanneer ze uit bad komt, wil ze de steekwond in zijn rug verzorgen, maar draait hun contact uit in seks. Hij laat haar na afloop achter in de kamer en gaat naar Adrian om die te confronteren met zijn bevindingen. Die feliciteert Doucett met het vinden van de goede antwoorden, maar heeft zelf nog een paar onthullingen. Het televisieprogramma Unresolved Mysteries of Crime blijkt nep. Adrian vertelt Doucett dat hij dit in zijn kamer als enige persoon ter wereld te zien kreeg. Hij laat hem de set in zijn appartement zien als bewijs. De vrouw die in dat programma optrad als Doucetts dochter Mia, was in werkelijkheid niet zijn dochter, maar een ingehuurde actrice. Adrian laat hem vervolgens zien wie zijn echte dochter is door middel van foto's die haar tonen vanaf haar derde tot dan. Het is Marie, wier leven Adrian jaar in jaar uit zoveel mogelijk verziekt heeft en die uiteindelijk in bed is beland met haar eigen vader.
Beseffend wat zijn dochter allemaal is aangedaan, smeekt Doucett Adrian om hem te doden. Die weigert en houdt zich aan zijn originele afspraak. Hij geeft Doucett de diamanten en schiet zichzelf door het hoofd. Doucett schrijft Marie een brief waarin hij niets vertelt van wat hij weet, maar dat het beter is dat ze elkaar nooit meer zien. Daarbij schenkt hij haar het grootste deel van de diamanten. Met de rest gaat hij terug naar Chaney, als betaling om zich opnieuw te laten opsluiten.

## Rolverdeling
| - Josh Brolin – Joe Doucett - Elizabeth Olsen – Marie Sebastian - Sharlto Copley – Adrian Pryce - Samuel L. Jackson – Chaney - Michael Imperioli – Chucky - Pom Klementieff – Haeng-Bok - James Ransone – Tom Melby - Max Casella – James Prestley - Linda Emond – Edwina Burke - Elvis Nolasco – Cortez - Rami Malek – Browning - Lance Reddick – Daniel Newcombe | - Hannah Ware – Donna Hawthorne - Richard Portnow – Bernie Sharkey - Hannah Simone – Stephanie Lee - Ciera Payton – Capri - Steven Hauck – Arthur Pryce - Caitlin Dulany – Emma Pryce - Ilfenesh Hadera – Judy - Phyllis Montana LeBlanc – Grace - Lizzy DeClement – Amanda Pryce - Kerry Cahill – Shirley Roos - Douglas M. Griffin – Ken Roos |